# Epirrhoe
Genre
Epirrhoe est un genre de lépidoptères (papillons) de la famille des Geometridae, de la sous-famille des Larentiinae.

## Espèces rencontrées en Europe
- Epirrhoe alternata  (Müller, 1764) - Mélanippe de l'alchémille
- Epirrhoe galiata (Denis & Schiffermüller, 1775)
  - Epirrhoe galiata galiata (Denis & Schiffermüller, 1775)
  - Epirrhoe galiata orientata (Staudinger, 1901)
- Epirrhoe hastulata (Hübner, 1790)
- Epirrhoe molluginata (Hübner, 1813)
- Epirrhoe pupillata (Thunberg, 1788)
- Epirrhoe rivata (Hübner, 1813)
- Epirrhoe sandosaria (Herrich-Schäffer, 1852)
- Epirrhoe tartuensis Möls, 1965
- Epirrhoe timozzaria (Constant, 1884)
- Epirrhoe tristata (Linnaeus, 1758)